# The Lightning Seeds

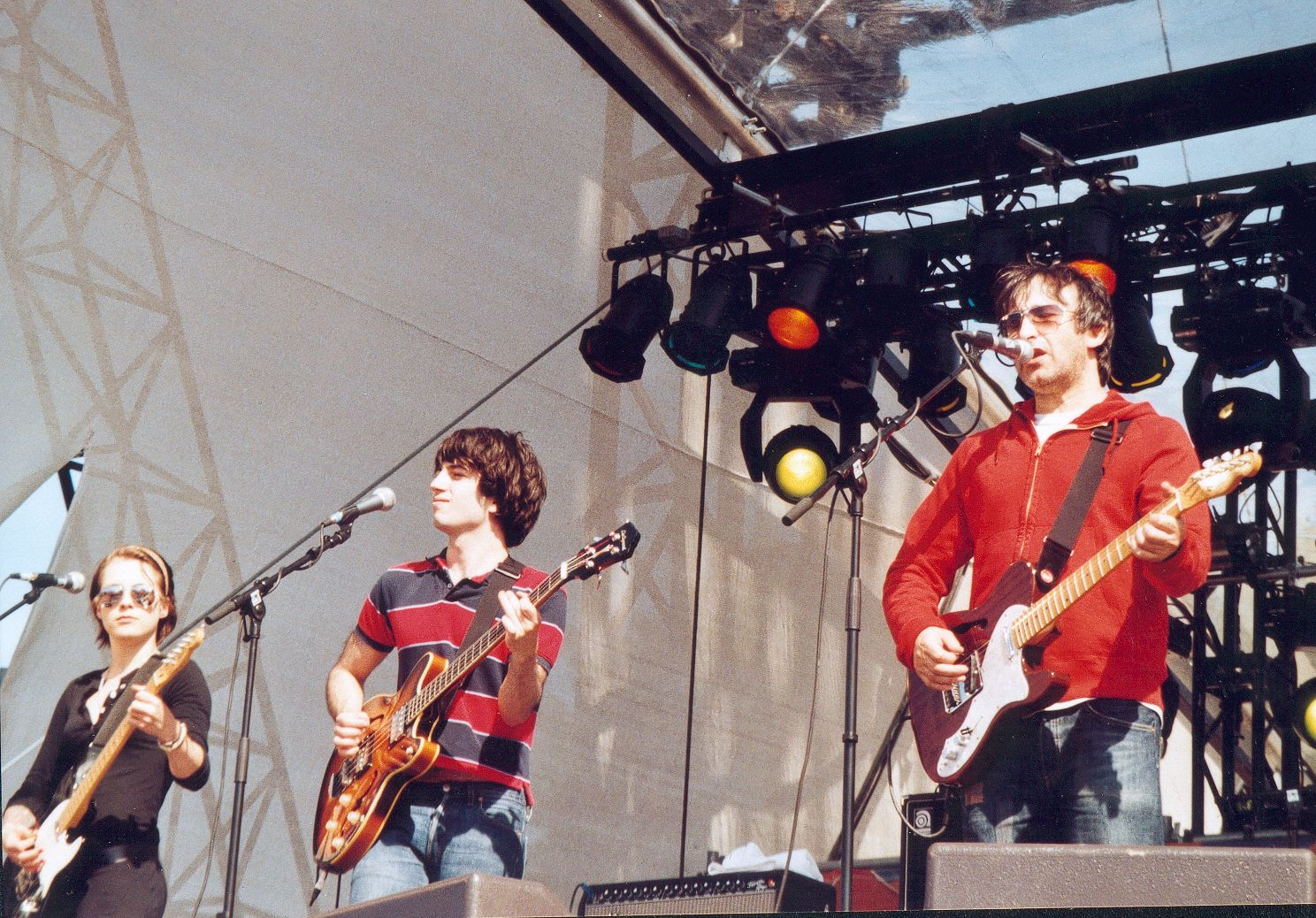
The Lightning Seeds (2006)

The Lightning Seeds sind eine britische Rockband.

## Bandgeschichte
Die Band wurde von Ian Broudie (Sänger, Songschreiber, Keyboarder und Gitarrist) und einigen Sessionmusikern gegründet.
In den 1990er Jahren zählten The Lightning Seeds zu den bekannteren Britpop-Bands. Nach dem Auftakterfolg der Single Pure (1989) entstanden zwei weitere erfolgreiche Alben, deren Singles Life of Riley, Sense, Lucky You oder Change mit sehr eingängigen Melodien noch heute zum Standardrepertoire der Radiosender gehören.
1996 produzierten The Lightning Seeds die offizielle Hymne der englischen Mannschaft zur Fußball-Europameisterschaft 1996 in England, Three Lions (Football's Coming Home), benannt nach den drei Wappen-Löwen auf den englischen Nationaltrikots, und spielten sie zusammen mit dem Comedy-Duo David Baddiel und Frank Skinner ein. Der Song wurde schnell zum Nummer-eins-Hit und zur internationalen Fußballhymne und wurde wesentlich populärer als der offizielle Turniersong We're in This Together von Simply Red. 1998 wurde der Song erneut zur Fußball-Weltmeisterschaft in Frankreich eingespielt und erreichte in England erneut die Spitze der Hitparade. Im Video zur 1998er Version ist Robbie Williams unter den Fans. Außerdem tragen die deutschen Fans in dem Video in der Mehrzahl das Trikot mit der Rückennummer 11 von Stefan Kuntz, dessen Nachname, englisch ausgesprochen, ein Schimpfwort (cunts) darstellt und als Ausdruck der fußballerischen Rivalität zwischen beiden Mannschaften gedeutet werden kann.
Ende der 1990er Jahre konzentrierte sich Ian Broudie auf seine Solokarriere, was zunächst das Ende des Projektes The Lightning Seeds bedeutete. Anlässlich der Fußball-WM 2006 und der damit verbundenen Neuauflage von Three Lions (Football's Coming Home) vereinte sich die Band wieder; das Best-of-Album The Very Best of the Lightning Seeds erschien in England im Juni 2006, in Deutschland im September 2007.

## Diskografie

### Studioalben
| Jahr | Titel                | Höchstplatzierung, Gesamtwochen, AuszeichnungChartplatzierungen (Jahr, Titel, Platzierungen, Wochen, Auszeichnungen, Anmerkungen) | Höchstplatzierung, Gesamtwochen, AuszeichnungChartplatzierungen (Jahr, Titel, Platzierungen, Wochen, Auszeichnungen, Anmerkungen) | Anmerkungen                             |
| Jahr | Titel                | UK | US | Anmerkungen                             |
| ---- | -------------------- | --- | --- | --------------------------------------- |
| 1990 | Cloudcuckooland      | UK50 (2 Wo.)UK | US46 (27 Wo.)US | Erstveröffentlichung: 10. Februar 1990  |
| 1992 | Sense                | UK53 Silber · (2 Wo.)UK | US154 (6 Wo.)US | Erstveröffentlichung: 13. April 1992    |
| 1994 | Jollification        | UK12 Platin · (75 Wo.)UK | — | Erstveröffentlichung: 5. September 1994 |
| 1996 | Dizzy Heights        | UK11 Gold · (31 Wo.)UK | — | Erstveröffentlichung: 11. November 1996 |
| 1999 | Tilt                 | UK46 (3 Wo.)UK | — | Erstveröffentlichung: 22. November 1999 |
| 2009 | Four Winds           | UK67 (2 Wo.)UK | — | Erstveröffentlichung: 18. Mai 2009      |
| 2022 | See You in the Stars | UK16 (1 Wo.)UK | — | Erstveröffentlichung: 14. Oktober 2022  |

### Kompilationen
| Jahr | Titel                  | Höchstplatzierung, Gesamtwochen, AuszeichnungChartsChartplatzierungen (Jahr, Titel, Platzierungen, Wochen, Auszeichnungen, Anmerkungen) | Anmerkungen                             |
| Jahr | Titel                  | UK | Anmerkungen                             |
| ---- | ---------------------- | --- | --------------------------------------- |
| 1996 | Pure                   | UK27 Silber · (13 Wo.)UK | Erstveröffentlichung: 9. Mai 1996       |
| 1997 | Like You Do... Best of | UK5 ×2Doppelplatin · (43 Wo.)UK | Erstveröffentlichung: 10. November 1997 |
| 2006 | The Very Best of       | UK33 (2 Wo.)UK | Erstveröffentlichung: 12. Juni 2006     |

### Singles
| Jahr | Titel Album                         | Höchstplatzierung, Gesamtwochen, AuszeichnungChartplatzierungen (Jahr, Titel, Album, Platzierungen, Wochen, Auszeichnungen, Anmerkungen) | Höchstplatzierung, Gesamtwochen, AuszeichnungChartplatzierungen (Jahr, Titel, Album, Platzierungen, Wochen, Auszeichnungen, Anmerkungen) | Höchstplatzierung, Gesamtwochen, AuszeichnungChartplatzierungen (Jahr, Titel, Album, Platzierungen, Wochen, Auszeichnungen, Anmerkungen) | Höchstplatzierung, Gesamtwochen, AuszeichnungChartplatzierungen (Jahr, Titel, Album, Platzierungen, Wochen, Auszeichnungen, Anmerkungen) | Anmerkungen                                                                             |
| Jahr | Titel Album                         | DE | CH | UK | US | Anmerkungen                                                                             |
| ---- | ----------------------------------- | --- | --- | --- | --- | --------------------------------------------------------------------------------------- |
| 1989 | Pure Cloudcuckooland                | — | — | UK16 Silber · (10 Wo.)UK | US31 (15 Wo.)US | Erstveröffentlichung: Juni 1989                                                         |
| 1992 | The Life of Riley Sense             | DE52 (15 Wo.)DE | — | UK28 (6 Wo.)UK | US98 (2 Wo.)US | Erstveröffentlichung: März 1992                                                         |
| 1992 | Sense                               | — | — | UK31 (5 Wo.)UK | — | Erstveröffentlichung: Mai 1992                                                          |
| 1994 | Lucky You Jollification             | DE60 (10 Wo.)DE | — | UK15 (8 Wo.)UK | — | Erstveröffentlichung: August 1994                                                       |
| 1995 | Change Jollification                | DE74 (7 Wo.)DE | — | UK13 (6 Wo.)UK | — | Erstveröffentlichung: Januar 1995                                                       |
| 1995 | Marvellous Jollification            | DE80 (8 Wo.)DE | — | UK24 (5 Wo.)UK | — | Erstveröffentlichung: April 1995                                                        |
| 1995 | Perfect Jollification               | — | — | UK18 (5 Wo.)UK | — | Erstveröffentlichung: Juli 1995                                                         |
| 1996 | Ready or Not Dizzy Heights          | — | — | UK20 (6 Wo.)UK | — | Erstveröffentlichung: Februar 1996                                                      |
| 1996 | Three Lions –                       | DE49 (12 Wo.)DE | CH44 (4 Wo.)CH | UK1 ×2Doppelplatin · (54 Wo.)UK | — | Erstveröffentlichung: Mai 1996 mit Baddiel & Skinner                                    |
| 1996 | What If... Dizzy Heights            | DE77 (9 Wo.)DE | — | UK14 (7 Wo.)UK | — | Erstveröffentlichung: Oktober 1996                                                      |
| 1997 | Sugar Coated Iceberg Dizzy Heights  | DE76 (9 Wo.)DE | — | UK12 (4 Wo.)UK | — | Erstveröffentlichung: Januar 1997                                                       |
| 1997 | You Showed Me Dizzy Heights         | — | — | UK8 (7 Wo.)UK | — | Erstveröffentlichung: April 1997                                                        |
| 1997 | What You Say Like You Do... Best of | — | — | UK41 (8 Wo.)UK | — | Erstveröffentlichung: Dezember 1997                                                     |
| 1998 | Three Lions ’98 –                   | DE14 (41 Wo.)DE | — | UK1 Platin · (25 Wo.)UK | — | Erstveröffentlichung: Juni 1998 mit Baddiel & Skinner Höchstplatzierung in DE erst 2006 |
| 1999 | Life’s Too Short Tilt               | — | — | UK27 (5 Wo.)UK | — | Erstveröffentlichung: November 1999                                                     |
| 2000 | Sweetest Soul Sensations Tilt       | — | — | UK67 (1 Wo.)UK | — | Erstveröffentlichung: März 2000                                                         |